# Tsepina Cove
Die Tsepina Cove (englisch; bulgarisch залив Цепина saliw Zepina) ist eine 0,85 km lange und 1 km breite Bucht an der Ostküste von Robert Island im Archipel der Südlichen Shetlandinseln. Sie liegt zwischen dem Galiche Rock und dem Somovit Point im Süden sowie dem Batuliya Point im Norden.
Bulgarische Wissenschaftler kartierten sie 2009. Die bulgarische Kommission für Antarktische Geographische Namen benannte sie 2012 nach der mittelalterlichen Festung Zepina im Süden Bulgariens.